# Aeródromo Chile Chico
El Aeródromo Chile Chico (OACI: SCCC) es un terminal aéreo ubicado 7 kilómetros al sureste de la ciudad de Chile Chico, Provincia General Carrera, Región de Aysén, Chile. Este aeródromo es de carácter público.